# Issac Strauss
Emmanuel Israel,(2 de junio de 1806 - 9 de agosto de 1888) conocido como Isaac Strauss, fue un violinista, director de orquesta, compositor y coleccionista de arte francés. Fue bisabuelo de Claude Lévi-Strauss, así como antepasado de Emmanuel Todd.

## Biografía
Nació en Estrasburgo en 1806. En 1827 comenzó sus estudios de violín con Pierre Baillot en el Conservatorio de París. Posteriormente formó parte de la orquesta del Théâtre-Italien durante quince años. Se especializó en la organización y dirección de orquestas en celebraciones públicas y privadas.
En 1844, el ministro de Comercio lo nombró director de los Salones del Casino de Vichy. Se instaló allí y el arquitecto Hugues Batillat  construyó la "Villa Strauss", residencia en la que se alojó Napoleón III, durante dos ocasiones, en 1862 y 1863. Compuso un importante repertorio de danzas, incluidas varias con melodías de Offenbach. Director de los bailes de Napoleón III hasta 1869, relevó en 1854 a Philippe Musard  al frente de los famosos bailes de la Ópera. Dirigir a los 150 instrumentistas del baile de la Ópera, llenos de fuego y entusiasmo, contribuyó a aumentar considerablemente su popularidad entre el público.
Desapareció de escena en 1872 y luego dedicó su tiempo libre a viajar por Europa en busca de muebles, objetos litúrgicos y manuscritos hebreos, de los que acabó acumulando una cantidad considerable. Su colección fue presentada en la Exposición Universal de París de 1878 y adquirida por la baronesa Charlotte de Rothschild en 1890.  La colección se encuentra actualmente en el Museo de Arte e Historia del Judaísmo en el Hotel de Saint-Aignan de París.
Isaac Strauss murió en París en 1888, a los ochenta y tres años.

## Colección Isaac Strauss
Presentada a la Exposición universal de París de 1878, la colección de Isaac Strauss fue adquirida después por la baronesa Nathaniel de Rothschild y luego legada al Museo de Cluny.  Posteriormente se trasladó al Museo de Arte e Historia del Judaísmo donde actualmente se ubica, constituye una de las colecciones más importantes.